# Perigea xanthioides
Perigea xanthioides là một loài bướm đêm trong họ Noctuidae.